# Domajinci
Domajinci (Hongaars: Dombalja, Duits: Todtmansdorf) is een plaats in Slovenië en maakt deel uit van de gemeente Cankova in de NUTS-3-regio Pomurska. De plaats telde 203 inwoners op 1 januari 2020.